# Tailface
Tailface es el octavo álbum de estudio del músico estadounidense Lee Michaels. Fue publicado en marzo de 1974 a través del sello discográfico Columbia Records.

## Recepción de la crítica
Un escritor no especificado de Record World declaró: “Después de obtener reconocimiento por su talento en el teclado, Michaels hace un cambio de gran energía para tocar también la guitarra en este nuevo lanzamiento. Se le une el fiel baterista Frosty y una nueva incorporación al bajo, Frank Smith. Michaels nos ofrece una variedad de material—desde la electrificada «Slow Dancin' Rotunda» hasta el sentimiento de blues de «Roochie Toochie Loochie»”. Un escritor no especificado de la revista Cash Box escribió: “[Michaels] parece estar disfrutando de su nuevo papel musical, y el álbum es un reflejo tanto de su satisfacción como de su inventiva. Frosty está de vuelta con él en la batería acompañado por Frank Smith en el bajo y el resultado es una colección devastadora, que si bien está orientada a los riffs, es fascinante”.

## Rendimiento comercial
La revista Billboard informó en la semana que finalizó el 23 de marzo de 1974 que Tailface fue una selección en radio FM con emisión en WMMR-FM, una de las principales estaciones del país. La semana siguiente, el álbum fue una selección de acción en radio FM en otra estación líder, CHUM-FM.

## Lista de canciones
Todas las canciones escritas y compuestas por Lee Michaels. 
Lado uno
1. «Met a Toucan» – 5:20
2. «Politician» – 3:52
3. «Slow Dancin' Rotunda» – 4:26

Lado dos
1. «Roochie Toochie Loochie» – 2:48
2. «Drink the Water» – 4:26
3. «Lovely Lisa» – 3:38
4. «Garbage Gourmet» – 4:45

## Créditos y personal
Créditos adaptados desde las notas de álbum de Tailface.
Músicos
- Bartholemew Eugene Smith-Frost – batería
- Frank Smith – bajo eléctrico
- Michael Olson – guitarra, teclados, voces

Personal técnico
- Lee Michaels – productor
- George Koch – ingeniero de audio
- Sattwa Music Truck – grabación, mezclas
- Guy Webster – fotografía de portada
- Herman John – fotografía de contraportada
- Bruce Steinberg – diseño de portada

## Posicionamiento
| Gráfica (1974)                                        | Pico de posición |
| ----------------------------------------------------- | ---------------- |
| Estados Unidos (Billboard Bubbling Under the Top LPs) | 210              |